# Double Trouble (Dance-Projekt)
Double Trouble waren erfolgreiche Produzenten, Künstler und Remixer in der Dance-, Hip-House- und House-Szene der späten 1980er und frühen 1990er Jahre.

## Bandgeschichte
Double Trouble bestand zunächst aus Mike Morrison, Leigh Guest und Damon Rochefort. In dieser Zusammensetzung arbeiteten die drei als Produzenten und Remixer, u. a. fertigten sie neue Versionen des 1988er Tracks Give It to Me von Chris „Bam Bam“ Westbrook an. Nachdem Morrison und Rochefort das Team verlassen hatte, bildete Guest mit Karl „Tuff Enuff“ Brown und Michael Menson ein neues Line-up.
Ihre ersten Erfolge als Interpreten feierte das Trio 1989 mit den Singles Just Keep Rockin’ und Street Tuff, beides in Zusammenarbeit mit Rebel MC, der später das Genre Jungle populär machte. Auf dem 1990er Album As One befand sich neben den Singles Don’t Give Up und Talk Back auch eine Coverversion des 1979er Rose-Royce-Klassikers Love Don’t Live Here Anymore, die sich in den deutschen und englischen Charts platzieren konnte.
Im Februar 1997 starb Michael Menson, nachdem er einige Wochen zuvor in Nord-London von 3 Männern angezündet wurde. Danach arbeitete Leigh Guest mit Andrew Peach unter dem Namen Airheadz und erreichte so 2001 mit Stanley (Here I Am) Platz 50 der deutschen und Platz 36 der englischen Charts.

## Mitglieder
- Leigh Guest
- Damon Rochefort – bis 1988
- Mike Morrison – bis 1988
- Michael Menson (* 1967 in London, als Michael Tachie-Menson, † 13. Februar 1997 in London) – ab 1988
- Karl „Tuff Enuff“ Brown (* Carl Brown) – ab 1988

## Diskografie

### Alben
| Jahr | Titel                 | Höchstplatzierung, Gesamtwochen, AuszeichnungChartsChartplatzierungen (Jahr, Titel, Platzierungen, Wochen, Auszeichnungen, Anmerkungen) | Anmerkungen                                                                     |
| Jahr | Titel                 | UK | Anmerkungen                                                                     |
| ---- | --------------------- | --- | ------------------------------------------------------------------------------- |
| 1990 | As One Desire Records | UK73 (1 Wo.)UK | Erstveröffentlichung: 23. Juli 1990 Aufnahme und Mix: Noisegate Studios, London |

weitere Alben
- 1989: Twenty One Mixes (mit Rebel MC; Desire Records)

### DJ-Mixe
- 1988: The Todd Terry Megamix
- 1988: Acid Trax Megamix Volume 1

### Singles
| Jahr | Titel Album                         | Höchstplatzierung, Gesamtwochen, AuszeichnungChartplatzierungen (Jahr, Titel, Album, Platzierungen, Wochen, Auszeichnungen, Anmerkungen) | Höchstplatzierung, Gesamtwochen, AuszeichnungChartplatzierungen (Jahr, Titel, Album, Platzierungen, Wochen, Auszeichnungen, Anmerkungen) | Höchstplatzierung, Gesamtwochen, AuszeichnungChartplatzierungen (Jahr, Titel, Album, Platzierungen, Wochen, Auszeichnungen, Anmerkungen) | Höchstplatzierung, Gesamtwochen, AuszeichnungChartplatzierungen (Jahr, Titel, Album, Platzierungen, Wochen, Auszeichnungen, Anmerkungen) | Anmerkungen |
| Jahr | Titel Album                         | DE | AT | CH | UK | Anmerkungen |
| ---- | ----------------------------------- | --- | --- | --- | --- | --- |
| 1989 | Just Keep Rockin’ As One            | — | — | — | UK11 (12 Wo.)UK | Erstveröffentlichung: 15. Mai 1989 mit Rebel MC Autoren: Leigh Guest, Michael Menson, Michael West |
| 1989 | Street Tuff As One                  | DE12 (19 Wo.)DE | AT13 (10 Wo.)AT | CH10 (17 Wo.)CH | UK3 (16 Wo.)UK | Erstveröffentlichung: 25. September 1989 mit Rebel MC, Vocals: Janette Sewell Autoren: Leigh Guest, Michael Menson, Michael West |
| 1990 | Talk Back As One                    | — | — | — | UK71 (2 Wo.)UK | Erstveröffentlichung: 30. April 1990 Vocals: Janette Sewell, Fiona Goffe Autoren: Leigh Guest, Michael Menson, Fiona Goffe |
| 1990 | Love Don’t Live Here Anymore As One | DE35 (12 Wo.)DE | — | — | UK21 (6 Wo.)UK | Erstveröffentlichung: 18. Juni 1990 Vocals: Janette Sewell, Carl Brown Autor: Miles Gregory Original: Rose Royce, 1978 |
| 1990 | Celebrate                           | — | — | — | UK77 (3 Wo.)UK | Erstveröffentlichung: 26. November 1990 als Double Trouble’s Collective Effort Vocals: D. Marcus C., Little Michie Autoren: Kool & the Gang, Ronald Bell, Leigh Guest, Michael Menson, D. Marcus C., M. Charles Original: Kool & the Gang – Celebration, 1980 |
| 1991 | Rub-a-Dub                           | — | — | — | UK66 (2 Wo.)UK | Erstveröffentlichung: 3. Juni 1991 Vocals: Little Michie Autoren: Leigh Guest, Michael Menson, M. Charles |

weitere Singles
- 1988: Feel the Music (Feel the Bass)
- 1990: Life ’90 (als David Grant feat. The Original Double Trouble)
- 1990: Don’t Give Up
- 1991: Give Me Some More
- 1991: Dread at the Controls
- 1998: I Won’t Stop Rockin’

### Remixe (Auswahl)
- SNAP! – Ooops Up
- Joey B Ellis – Go for It (Heart and Fire)
- Joe Smooth – Promised Land